# Rapsodie în august
Rapsodie în august este un film japonez din 1991, regizat de Akira Kurosawa.